# Gadget (Band)
Gadget ist eine schwedische Grindcore-Band aus Gävle, die im Jahr 1997 gegründet wurde, sich 1998 wieder auflöste und 1999 wieder neu gegründet wurde.

## Geschichte
Die Band wurde im Jahr 1997 gegründet. Die Mitglieder, darunter William Blackmon, tauschten zu dieser Zeit mehrfach die Instrumente untereinander. Nachdem ein Demo veröffentlicht wurde, verschwand gegen Ende 1998 die Frühform dieser Band vorerst wieder. Gegen Ende 1999 wurde die Band erneut gegründet, wobei Blackmon zu diesem Zeitpunkt noch in der Band Withered Beauty tätig war und Gadget zunächst nur ein Nebenprojekt für ihn war. Kurz darauf jedoch konzentrierte er sich vollkommen auf Gadget, wobei diese Band für ihn anfangs nur als Soloprojekt gedacht war. Während der Arbeiten an den ersten Liedern, entschied er sich jedoch, noch weitere Mitglieder in die Band zu holen, sodass zuerst Gitarrist Rikard Olsson zur Band kam. Da kein passender Schlagzeuger gefunden wurde, spielte Blackmon bei den Proben zusätzlich das Schlagzeug. Im März 2000 begab sich das Duo ins Studio, um ein erstes Demo aufzunehmen, das nach Fertigstellung unter Freunden verteilt wurde. Kurze Zeit später kam Sänger Emil Englund zur Band und begab sich mit diesem in das Studio Bandylimpa, um ein zweites Demo aufzunehmen. Daraufhin nahm die Band an einer Split-Veröffentlichung mit Exhumed teil und begab sich im Februar 2001 erneut in das Studio Bandylimpa. Im Juli begab sich die Band in das Studio Blueroom, um Liedbeiträge für die Sampler Polar Grinder und Swedish Assault aufzunehmen. Im selben Jahr kam außerdem Bassist Fredrik Nygren zur Besetzung. Im Frühling 2003 erreichte die Band einen Vertrag bei Relapse Records und nahm im Juli in den Phlat Planet Studios mit Produzent Frederik Rheinedahl das Debütalbum Remote auf. Das Album erschien im Februar 2004. Danach arbeitete die Band bereits an neuen Liedern und begab sich im Dezember 2005 in die The Overlook Studios, um das zweite Album aufzunehmen, das im Jahr 2006 bei Relapse Records unter dem Namen The Funeral March erschien.

## Stil
Auf ihrem ersten Album spielte die Band noch einfachen, aggressiven Grindcore, den die Band dem zweiten Album um einige Elemente erweiterte. Teilweise sind Einflüsse aus dem Crustcore und Doom Metal zu hören, die Gitarrenriffs erinnern teilweise an Stoner-Rock-Elemente. Vergleichbar ist die Band mit Gruppen wie Nasum und Pig Destroyer.

## Diskografie
- 2000: Promo 00 (Demo, Eigenveröffentlichung)
- 2000: Promotion Songs December 2000 (Demo, Eigenveröffentlichung)
- 2001: Exhumed / Gadget (Split mit Exhumed, Relapse Records)
- 2004: Remote (Album, Relapse Records)
- 2006: The Funeral March (Album, Relapse Records)
- 2010: Gadget / Phobia (Split mit Phobia, Power It Up)
- 2016: The Great Destroyer (Album, Relapse Records)